# 政治犯
政治犯（英語：political prisoner），是指以一些人对犯罪时有政治目的，或者以政治目的被认罪的人的称呼，其歷史可以上溯到古代。但由於政治犯本身通常不涉及暴力行為，因此也属于良心犯或被称作持不同政見者。由于这个称呼是主观性的，對於一個犯人是否為政治犯通常爭議很大，被一國政府認定是不法人士或恐怖主義者的犯人可能自另一國看來是政治犯。因此，關於政治犯的國際爭執通常很激烈，一些政府甚至否认政治犯的存在。

## 标准
在犯罪学中，政治犯罪是指涉及国家、政府利益或者政治制度的犯罪。由于各国法系不同，庞仕平、韩霖在《论国家安全视野中的“政治犯罪”》一文中认为没有给出一个普遍具体定义的可能
一般认为，政治犯罪是利他主义的，只是损害了统治阶级的利益，而不违反人类的普遍道德，例如创建道德犯罪学的拉斐尔・加洛法罗认为在其自然犯罪论中认为利己主义和政治犯罪是水火不容的，所以政治犯罪不是自然犯罪。创建犯罪社会学的恩里科·菲利在《实证派犯罪学》一书中则认为政治犯罪反对的是社会的不公平，是社会进步的一种有效形式。因此在国际法中，区分政治犯和普通罪犯的动机不是为了加强镇压，反而是为了加强保护，但是由于政治犯地位的被滥用，近年来也有将严重侵犯私权的恐怖主义等严重犯罪排除出政治犯的范围的趋势。
《联合国引渡示范公约》规定：“被请求国认为作为请求引渡原因的犯罪行为属政治性犯罪”不得准予引渡。难民地位公约则将受到政治迫害也列入保护标准。但是何为政治性犯罪，则由被引渡国决定。争议较少的是不涉及普通侵犯私人权利的犯罪行为，例如危害国家安全、独立、间谍等等。对以政治为目的侵犯私人的权利是否列入政治犯，由于各国条约义务、对国家主权的看法和外交对等原则不同，则标准不一。
一个标准是看政治动机。瑞士在1952年判决以政治目的的劫机符合政治犯标准。另一个是看受损害的客体主要是公权还是私人权益。法国曾经以政治目的而拒绝引渡劫机的巴斯克组织成员，但是同意引渡因政治目的而绑架杀害前意大利总理的罪犯。英国和美国采取和政治关联的标准，将政治目的限制为维护或者获得对政府的控制，但是也将爱尔兰共和军在公共场合放置炸弹的行为列入起义的一部分。
近年来，各国逐渐通过缔约将一些严重犯罪行为从政治犯定义中排除，例如关于制止非法劫持航空器的公约（海牙公约）和关于制止恐怖主义的欧洲公约（蒙特利尔公约）都规定劫机、恐怖主义等严重犯罪属于可以引渡的犯罪，即使缔约国不引渡，也需按照本国法律起诉罪犯。《联合国打击跨国有组织犯罪公约》和 《联合国反腐败公约》 的通过更进一步缩小了在引渡时判定政治犯的范围。
除了法理和条约的定义之外，其他组织对什么是政治犯也有自己的观点。在世界各地呼吁各国释放包括政治犯在内的良心犯的国际组织大赦国际，将列入营救范围的政治犯定义为因政治动机而犯罪或者因政治行为被定罪的人，以及被指控叛国或者颠覆国家政权的武装组织成员，但是排除鼓吹或者使用暴力的被指控者。

## 各方反应
虽然西萨尔·贝卡里亚在对政治犯罪的简略思考中认为政治犯没有恶意，其处罚应该基于矫正和控制，但是对政治犯的处罚受到统治阶级特别的重视。蔡枢衡在中国刑法史中提到，政治犯一般是死刑，早期的处罚包括连坐五代三族，较一般犯罪为重，但是君主有权更改处罚，例如杨玄感被判诛九族。清朝在拟立宪时拟的大清新刑律暂行章程取消了连坐，但是仍以斩代绞，以示特殊。被指责大规模关押和处决政治犯的有纳粹德国、韩国的李承晚政府、古巴的巴蒂斯塔政府、柬埔寨的紅色高棉政府、智利的皮諾切特政府。
在统治阶级之外，很多人对政治犯处同情态度。在时代周刊的十大政治犯列表中，昂山素姬、瓦茨拉夫·哈维尔、马丁·路德·金、劉曉波、納爾遜·曼德拉、安德烈·德米特里耶维奇·萨哈罗夫都成为了诺贝尔和平奖获得者，英国的完全政治杂志在自己的十大政治犯列表中则将诺贝尔奖得主金大中包含在内，而没有列出萨哈罗夫。國際特赦組織常要求各國，保證所有政治犯能獲得即時及公平的審判，與對於其認定的良心犯進行無條件釋放。有些國家可能對於其他國家所認定的政治犯，給予其政治庇護，協助其出境與移民，與拒絕發佈通緝的國家的引渡要求。關於政治犯不引渡的原則，起始於1793年的《法國憲法》，現今成為各國公認的國際法原則。

## 各國情況
“政治因素”定义广泛，在一些国家，可定义为“反对现行政治制度与政权实体的行为”；在另一些国家，则可定义为“与国家国防战略、安全体系等进行对抗的行为”等等。在此，以联合国开发计划署在2004年的定义为标准，排除恐怖主义暴力犯罪分子。
以下数据的统计单位为年均羁押政治犯的人数：
1. 印度（84000）（总人口12亿）
2. 巴基斯坦（45000）（总人口1.8亿）
3. 中华人民共和国（43000）（总人口14亿）
4. 印度尼西亞（25000）（总人口2.4亿）
5. （13000）（总人口1.7亿）
6. 埃及（8000）（总人口8500万）
7. 越南（6500）（总人口8800万）

### 古巴

#### 巴蒂斯塔政權
巴蒂斯塔政權被批評為迫害政治犯的政府。在他掌管下的蒙卡達監獄關押了大量政治犯，後來推翻巴蒂斯塔政權的卡斯楚也曾在此遭到監禁。據估計，巴蒂斯塔政權殺害了超過兩萬名犯人，其中很多被指為政治犯。在Working Together Against Human Rights Violations一书中， Rodney G. Peck称古巴有世界上第四大政治犯人口。

#### 共產黨政權
由于古巴人持续大规模移民美国，古巴共产党否认古巴存在政治犯，只有企图破坏古巴共产党制度的“雇佣军”，但據人权活动人士估计, 古巴至少有167名明确姓名的在押政治犯。在2003年3月的“黑色春天”镇压事件中，古巴当局逮捕了75名人权活动人士和批判政府的异见人士。

### 
政治犯一般是指在朝鮮勞動黨內权力斗争中失败的高层领导或反党反社会主义人士、，質疑金日成、金正日父子者等。不少異己人士早在上世紀五六十年代遭金日成整肅和大清洗。

### 柬埔寨
柬埔寨的紅色高棉政黨曾對政治犯進行屠殺。据不同的统计，红高棉管治期间的死亡的柬埔寨人估计在一百二十万至三百万，占当时人口的约五分之一。红色高棉建立了臭名昭著的S-21监狱，柬埔寨法院特別法庭2010年7月26日正式宣判前红色高棉政权时期金边S-21政治犯监狱典狱长康克由35年徒刑（後改判無期徒刑）。这是前红色高棉领导人首次被以反人类罪判刑。